# سایاکا آیدا
سایاکا آیدا (انگلیسی: Sayaka Aida; ۹ مارس ۱۹۷۵ – ) صداپیشه اهل کشور ژاپن است. وی از سال ۱۹۹۰ میلادی تاکنون مشغول فعالیت بوده‌است.